# Le Broc (Alpes-Maritimes)
Pour les articles homonymes, voir Le Broc.
Le Broc est une commune française du moyen pays niçois (29 km au nord de Nice, 46 km de Cannes et 44 km de Grasse) située dans le département des Alpes-Maritimes en région Provence-Alpes-Côte d'Azur.

## Histoire

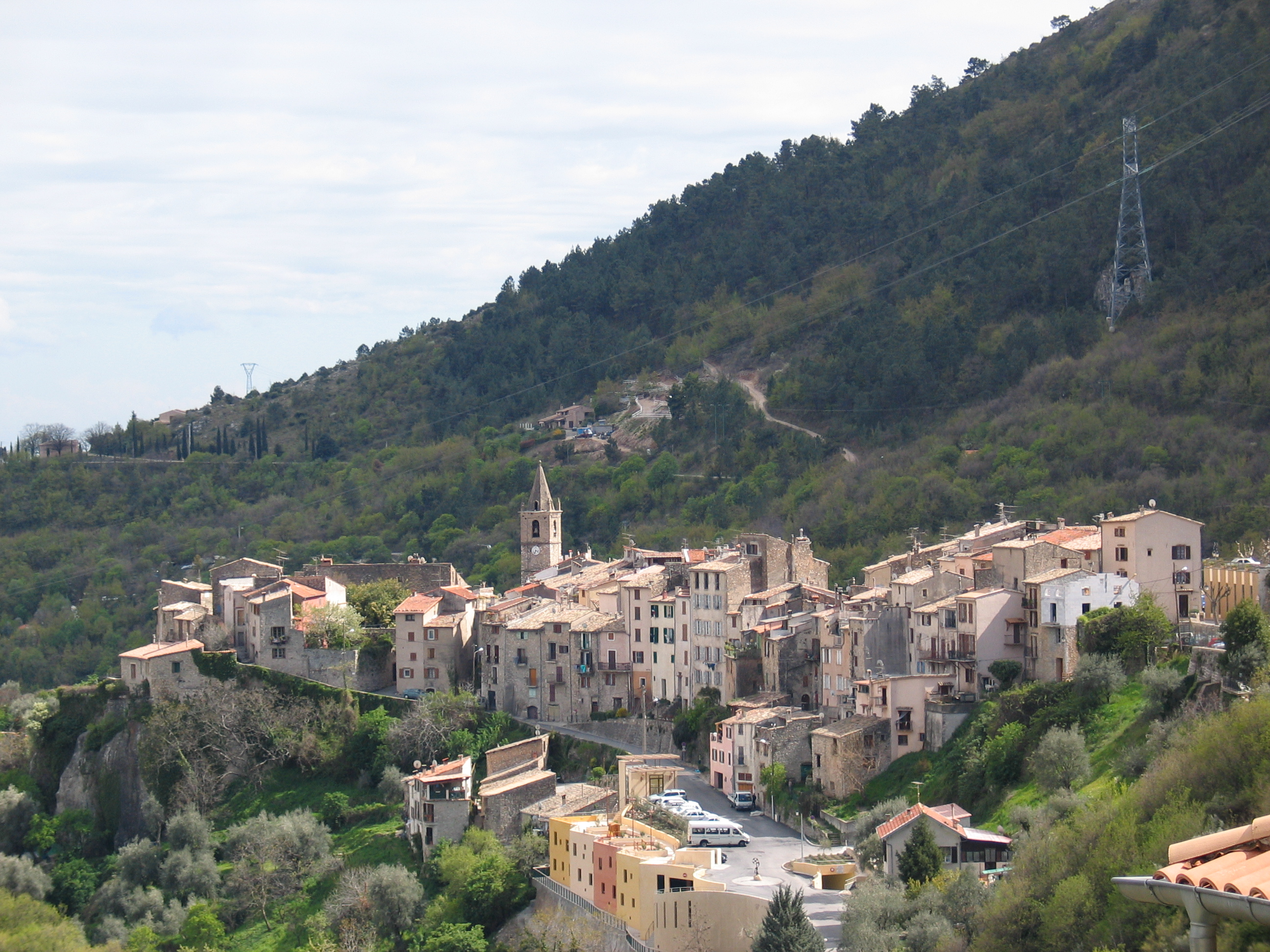
Vue du Broc.

Un habitat fortifié dénommé Le Broc (de Braco vers 1200, de Broco en 1235) est mentionné dans la première moitié du XIIIe siècle. Il comportait un château qui était situé sur le rocher, en bordure orientale de l'agglomération, où l'on voit encore quelques traces.
Le château du Broc semble avoir été implanté dans un territoire plus ancien, dénommé Olive, et dont le centre fortifié n'a pas encore été localisé. La première église paroissiale d'Olive, dédiée à saint Pierre, est devenue par la suite la chapelle Saint-Michel, dont les ruines subsistent, en contrebas du village.
Dès le Moyen Âge un village s'est développé au sud du château ; c'est ce que nous indique l'église Sainte-Marie-Madeleine, construite sur le col et qui est mentionnée, indirectement, en 1312. Ce mouvement se poursuit durant l'époque moderne vers l'ouest et vers le nord-ouest.
Deux-Frères (Dos-Fraires en occitan) est un autre habitat fortifié autrefois indépendant, aujourd'hui rattaché au territoire de la commune du Broc. Il est mentionné au milieu du XIIIe siècle. Il n'en subsiste que quelques ruines, sur le sommet situé au nord de la chapelle Sainte-Marguerite (parfois dénommées à tort Château de Fougassière).
En 1396, Pierre Giraudi de Broco, juge de Barcelonnette (1364), de Grasse (1365-1366) et d'Aix (1366-1367) est co-seigneur du Broc.

## Géographie

### Localisation
Le territoire de la commune du Broc est adossé à la ligne sud-ouest / nord est du Massif des Baous, à l’extrémité est des Plans de Provence.
Elle est au confluent du Var et de l’Estéron à l'est, et du Bouyon et de l'Estéron au nord-ouest.
Cette petite ville de 1 870 hectares, à la fois proche de la mer et des montagnes pré-alpines est adossé à la ligne sud ouest / nord-est du massif des Baous et domine la confluence du Var et de l’Estéron.

### Géologie et relief
Le vieux village, d’une grande valeur architecturale, groupé autour de placettes et de ruelles, est perché sur un éperon rocheux, élément fort du paysage. Un ensemble de petits jardins et boisements donne au Broc sa qualité paysagère.
Le territoire communal est constitué de quatre unités de sites :
1. Les plateaux calcaires des Baous : ce sont de grands espaces naturels peu boisés, terrains de parcours pour l’élevage ovin ;
2. Les coteaux : l’urbanisation s’y est développée sur d’anciennes restanques d’oliviers ou de jardins à proximité du village. Mais aujourd’hui celle-ci s’est étendue dans des secteurs beaucoup plus éloignés ;
3. La plaine du Var : c’est un site plat, occupé en partie par le lotissement industriel départemental. Le reste est occupé en grande partie par un lac de 49 hectares (lac du Broc)[6], né de l’extraction de granulats et par des terres en friches ;
4. La plaine de l'Estéron : hormis au niveau de la confluence avec le Var, elle se transforme rapidement vers l'ouest en un site fermé, très encaissé par endroits (clues), formant un espace linéaire remarquable, qui a conservé vers l'amont une forte naturalité et un grand intérêt écologique, floristique, faunistique et paysager ; l'un des joyaux du parc naturel régional des Préalpes d'Azur.

### Catastrophes naturelles - Sismicité
Le 2 octobre 2020, de nombreux villages des diverses vallées des Alpes-Maritimes (Breil-sur-Roya, Fontan, Roquebillière, St-Martin-Vésubie, Tende...) sont fortement impactés par un "épisode méditerranéen" de grande ampleur. Certains hameaux sont restés inaccessibles jusqu'à plus d'une semaine après la catastrophe et l'électricité n'a été rétablie que vers le 20 octobre. L'Arrêté du 7 octobre 2020 portant reconnaissance de l'état de catastrophe naturelle a identifié 55 communes, dont Le Broc, au titre des "Inondations et coulées de boue du 2 au 3 octobre 2020".
Commune située en zone de sismicité moyenne.

### Risques
La commune est soumise à plusieurs risques (risque sismique (de niveau 4, sur une échelle de 1 à 5), risque d'inondation (pour la plaine du Var et de l'Estéron), risque de mouvement de terrain (éboulements en masse et de blocs, des glissements, des ravinements, des effondrements et des reptations) et risque d'incendie de forêt). Un "plan de prévention des risques naturels prévisibles (PPRnp) Inondation" a été approuvé par arrêté préfectoral le 18 avril 2011.

### Hydrographie et les eaux souterraines
Cours d'eau sur la commune ou à son aval :
- fleuve le Var,
- rivière l'Estéron,
- vallons du Ruth, de Fouant,
- ruisseaux le Bouyon, le Latti.

Le Broc dispose de la station d'épuration intercommunale de Saint-Laurent-du-Var d'une capacité de 80 000 équivalent-habitants.

### Climat
Pour des articles plus généraux, voir Climat de Provence-Alpes-Côte d'Azur et Climat des Alpes-Maritimes.
En 2010, le climat de la commune est de type climat méditerranéen altéré, selon une étude du Centre national de la recherche scientifique s'appuyant sur une série de données couvrant la période 1971-2000. En 2020, Météo-France publie une typologie des climats de la France métropolitaine dans laquelle la commune est exposée à un climat méditerranéen et est dans la région climatique  Var, Alpes-Maritimes, caractérisée par une pluviométrie abondante en automne et en hiver (250 à 300 mm en automne), un très bon ensoleillement en été (fraction d’insolation > 75 %), un hiver doux (8 °C) et peu de brouillards.
Pour la période 1971-2000, la température annuelle moyenne est de 14,5 °C, avec une amplitude thermique annuelle de 15,6 °C. Le cumul annuel moyen de précipitations est de 992 mm, avec 5,8 jours de précipitations en janvier et 3,2 jours en juillet. Pour la période 1991-2020, la température moyenne annuelle observée sur la station météorologique de Météo-France la plus proche, « Levens », sur la commune de Levens à 7 km à vol d'oiseau, est de 12,9 °C et le cumul annuel moyen de précipitations est de 982,1 mm. 
La température maximale relevée sur cette station est de 35,1 °C, atteinte le 28 juin 2019 ; la température minimale est de −7,8 °C, atteinte le 6 février 2012,,.
Les paramètres climatiques de la commune ont été estimés pour le milieu du siècle (2041-2070) selon différents scénarios d'émission de gaz à effet de serre à partir des nouvelles projections climatiques de référence DRIAS-2020. Ils sont consultables sur un site dédié publié par Météo-France en novembre 2022.

### Voies de communications et transports

#### Voies routières
Le Broc se situe à 3 km de Carros et 28 km de Nice par la route départementale.

#### Transports en commun
- Transport en Provence-Alpes-Côte d'Azur

Commune desservie par le réseau Lignes d'Azur.

## Environnement
La commune est membre du parc naturel régional des Préalpes d'Azur qui s'étend sur 45 communes.
Si la plaine alluviale a été fortement artificialisée, une partie des coteaux et la vallée de l'Estéron sont d'un grand intérêt écologique, comme l'on montré les inventaires ZNIEFF (et bien qu'ils soient incomplets pour certains groupes taxinomiques (champignons en particulier), ce qui a justifié un classement en site Natura 2000 (ZPS et ZICO) d'une partie du territoire communal. La commune, située à la croisée de plusieurs milieux est concernée par 4 ZNIEFF  : 
- ZNIEFF « Montagne du Chiers » (massif montagneux délimité au sud par la combe de Cagne et le vallon du Ruth, et au nord par le ruisseau de Bouyon, se prolongeant côté l’est jusqu’au village) ;
- ZNIEFF « Le Var » (tout le parcours du Var, qui possède encore une riche flore aquatique et hygrophile et pas moins de 36 espèces animales patrimoniales) ;
- ZNIEFF « L’Estéron » (cours d’eau et ses abords tels que  ripisylve, berges...) ;
- ZNIEFF « La vallée de l’Estéron oriental d’Aiglun à Gilette » (partie centrale de l’Estéron (de la Clue d’Aiglun à Gilette). Elle comprend deux éléments de type 1, à savoir la Clue d’Aiglun et la Clue du Riolan. Cette zone renferme un patrimoine faunistique revêtant un intérêt biologique élevé car il comprend 23 espèces animales d’intérêt patrimonial.

La qualité de l'environnement et en particulier le bon état des eaux est un atout touristique pour l'arrière pays niçois, mais aussi une condition pour l'alimentation en eau potable des communes de la région. En effet le contexte montagneux est karstique et une pollution de surface peut rapidement être transférée vers la nappe ; « des pollutions agricoles et/ou domestiques ont été détectées, en particulier dans les eaux des poudingues, ceci même en profondeur ».

### Intercommunalité
Commune membre de la Métropole Nice Côte d'Azur.

## Urbanisme
La commune est intégrée dans le plan local d'urbanisme métropolitain approuvé le 25 octobre 2019.

### Typologie
Au 1er janvier 2024, Le Broc est catégorisée bourg rural, selon la nouvelle grille communale de densité à 7 niveaux définie par l'Insee en 2022.
Elle est située hors unité urbaine. Par ailleurs la commune fait partie de l'aire d'attraction de Nice, dont elle est une commune de la couronne,. Cette aire, qui regroupe 100 communes, est catégorisée dans les aires de 200 000 à moins de 700 000 habitants,.

### Occupation des sols
L'occupation des sols de la commune, telle qu'elle ressort de la base de données européenne d’occupation biophysique des sols Corine Land Cover (CLC), est marquée par l'importance des forêts et milieux semi-naturels (89,4 % en 2018), une proportion sensiblement équivalente à celle de 1990 (89,8 %). La répartition détaillée en 2018 est la suivante : 
forêts (68,4 %), milieux à végétation arbustive et/ou herbacée (17 %), zones urbanisées (5,6 %), espaces ouverts, sans ou avec peu de végétation (4 %), zones industrielles ou commerciales et réseaux de communication (2,9 %), eaux continentales (2,1 %).
L'évolution de l’occupation des sols de la commune et de ses infrastructures peut être observée sur les différentes représentations cartographiques du territoire : la carte de Cassini (XVIIIe siècle), la carte d'état-major (1820-1866) et les cartes ou photos aériennes de l'IGN pour la période actuelle (1950 à aujourd'hui).

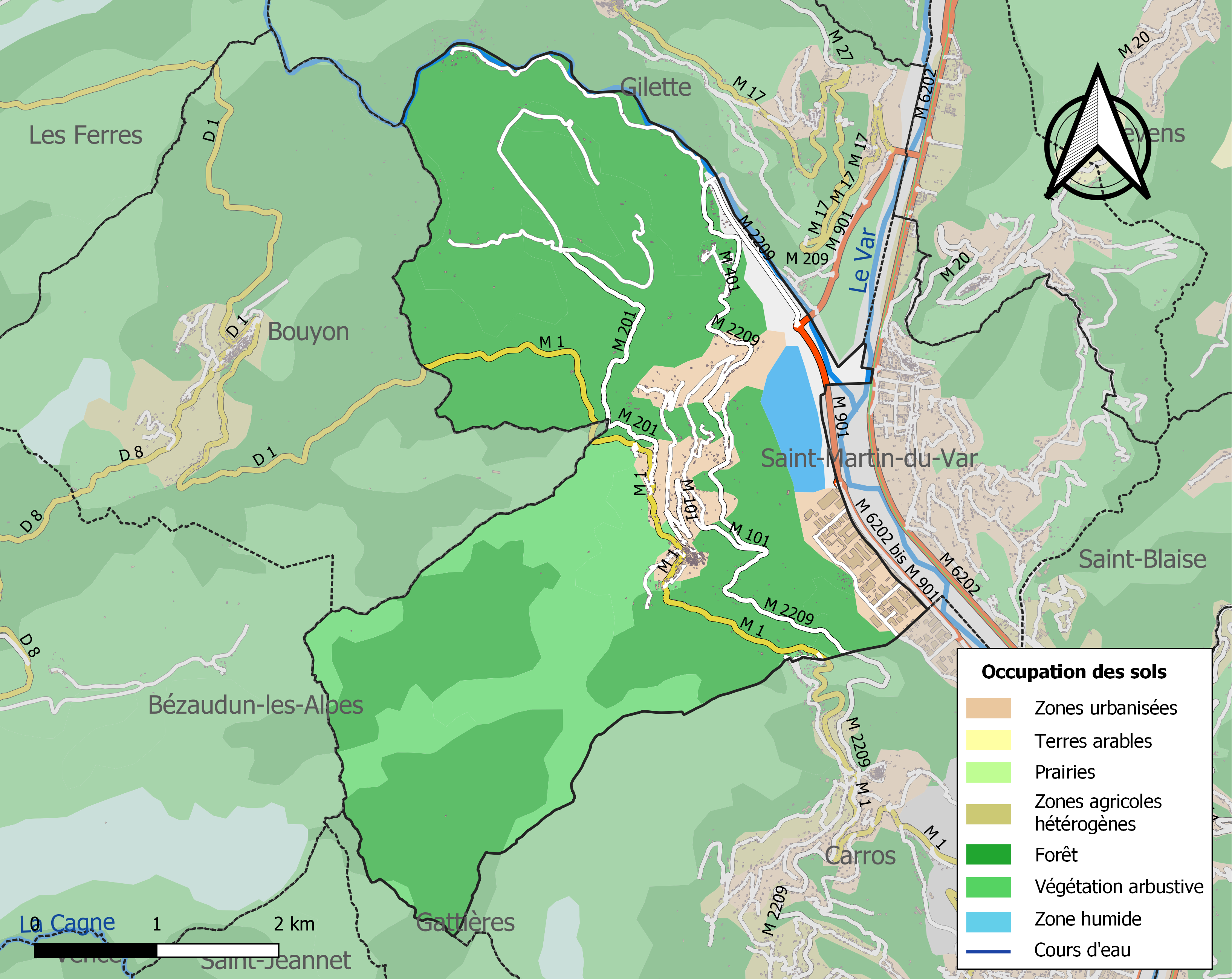
Carte de l'occupation des sols de la commune en 2018 (CLC).

## Économie

### Entreprises et commerces

#### Agriculture
- Activités agricoles, miel et huile d'olive[26].

#### Tourisme
- Restaurants[27].
- Gîtes[28].

#### Commerces et artisanat
- Le village du Broc a conservé des activités plus artisanales et traditionnelles alors que la vaste zone d'activité construite près du fleuve regroupait en 2012 près de 440 entreprises dont 19 % (correspondant à 10 % des emplois de la zone)  sont implantés sur la commune du Broc (7 500 emplois selon l'ADEME en 2012)[1].
- Commerces et services de proximité[29].
- Artisanat.

## Politique et administration

### Liste des maires

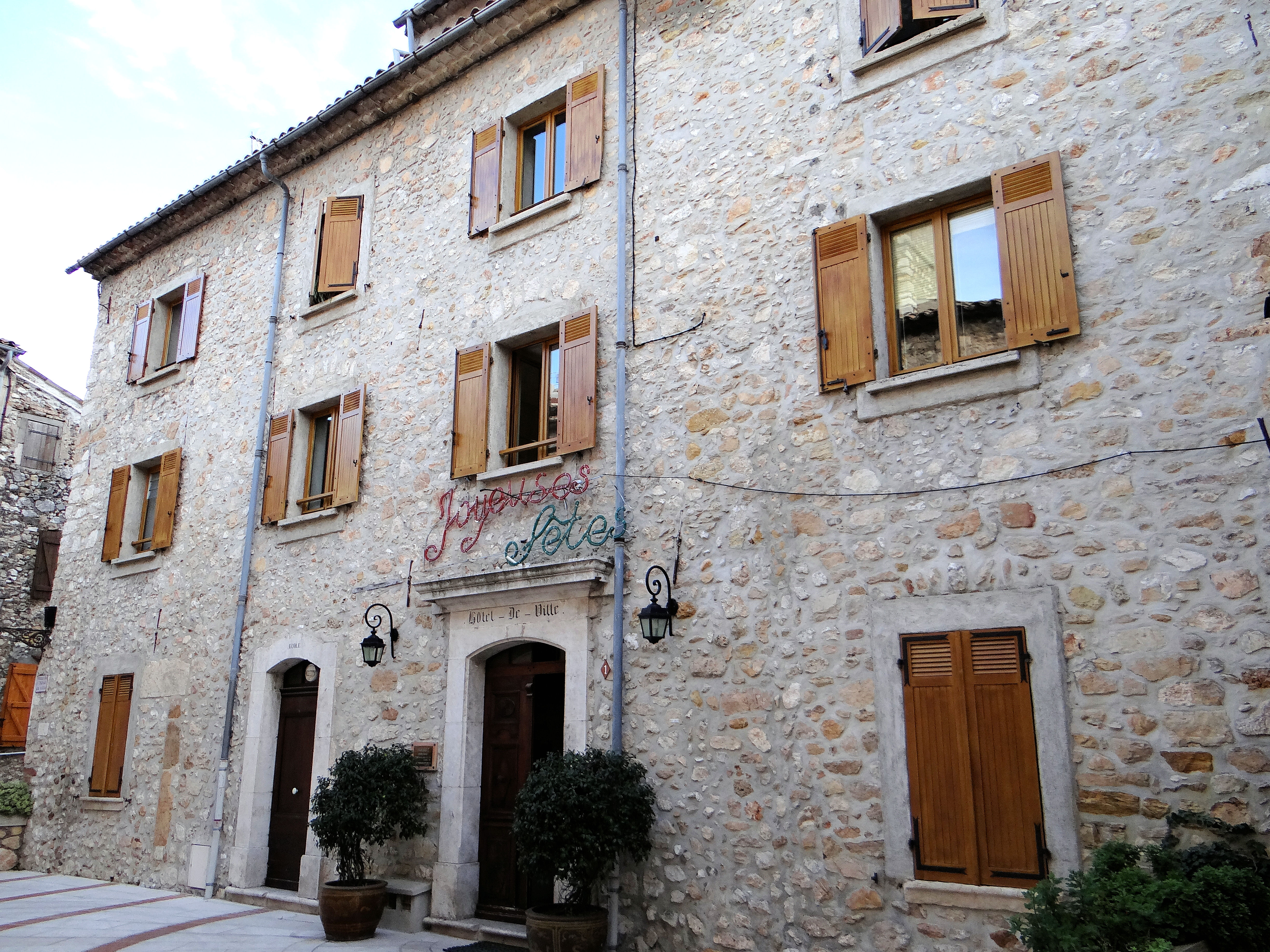
L'hôtel de ville, à côté de l'église.

| Période                                  | Période  | Identité        | Étiquette | Qualité      |
| ---------------------------------------- | -------- | --------------- | --------- | ------------ |
| Les données manquantes sont à compléter. |          |                 |           |              |
| 17 décembre 1919                         |          | Eugène Bérenger |           |              |
| 1988                                     | 2014     | Émile Tornatore | PCF       |              |
| 2014                                     | En cours | Philippe Heura  | DVG       | Contremaître |

### Budget et fiscalité 2019
En 2019, le budget de la commune était constitué ainsi :
- total des produits de fonctionnement : 4 853 000 €, soit 3 425 € par habitant ;
- total des charges de fonctionnement : 3 568 000 €, soit 2 518 € par habitant ;
- total des ressources d'investissement : 986 000 €, soit 696 € par habitant ;
- total des emplois d'investissement : 1 929 000 €, soit 1 362 € par habitant ;
- endettement : 4 067 000 €, soit 2 870 € par habitant.

Avec les taux de fiscalité suivants :
- taxe d'habitation : 7,07 % ;
- taxe foncière sur les propriétés bâties : 10,00 % ;
- taxe foncière sur les propriétés non bâties : 24,45 % ;
- taxe additionnelle à la taxe foncière sur les propriétés non bâties : 0,00 % ;
- cotisation foncière des entreprises : 0,00 %.

Chiffres clés Revenus et pauvreté des ménages en 2017 : médiane en 2017 du revenu disponible, par unité de consommation : 23 680 €.

## Population et société

### Démographie

#### Évolution démographique
Ses habitants sont appelés les Brocois.

L'évolution du nombre d'habitants est connue à travers les recensements de la population effectués dans la commune depuis 1793. Pour les communes de moins de 10 000 habitants, une enquête de recensement portant sur toute la population est réalisée tous les cinq ans, les populations de référence des années intermédiaires étant quant à elles estimées par interpolation ou extrapolation. Pour la commune, le premier recensement exhaustif entrant dans le cadre du nouveau dispositif a été réalisé en 2008.

En 2022, la commune comptait 1 432 habitants, en évolution de +1,63 % par rapport à 2016 (Alpes-Maritimes : +2,85 %, France hors Mayotte : +2,11 %).
| 1793 | 1800 | 1806 | 1821 | 1831 | 1836 | 1841  | 1846  | 1851  |
| ---- | ---- | ---- | ---- | ---- | ---- | ----- | ----- | ----- |
| 789  | 753  | 782  | 923  | 911  | 959  | 1 134 | 1 131 | 1 066 |

| 1856  | 1861 | 1866 | 1872 | 1876 | 1881 | 1886 | 1891 | 1896 |
| ----- | ---- | ---- | ---- | ---- | ---- | ---- | ---- | ---- |
| 1 043 | 970  | 895  | 788  | 710  | 684  | 696  | 638  | 582  |

| 1901 | 1906 | 1911 | 1921 | 1926 | 1931 | 1936 | 1946 | 1954 |
| ---- | ---- | ---- | ---- | ---- | ---- | ---- | ---- | ---- |
| 564  | 574  | 541  | 441  | 380  | 316  | 328  | 259  | 273  |

| 1962 | 1968 | 1975 | 1982 | 1990 | 1999  | 2006  | 2008  | 2013  |
| ---- | ---- | ---- | ---- | ---- | ----- | ----- | ----- | ----- |
| 316  | 339  | 360  | 422  | 671  | 1 023 | 1 237 | 1 301 | 1 405 |

| 2018  | 2022  | - | - | - | - | - | - | - |
| ----- | ----- | - | - | - | - | - | - | - |
| 1 416 | 1 432 | - | - | - | - | - | - | - |

### Enseignement
Établissements d'enseignements :
- Écoles maternelle et primaire,
- Collèges à Carros, Saint-Martin-du-Var,
- Lycées de Vens, Nice.

### Santé
Professionnels et établissements de santé :
- Médecins à Carros,
- Pharmacies à Carros,
- Hôpitaux à Saint-Jeannet, Vence, Villars-sur-Var.

### Cultes
- Culte catholique, Paroisse Saint Sébastien[40], Diocèse de Nice.

## Culture et patrimoine

### Lieux et monuments

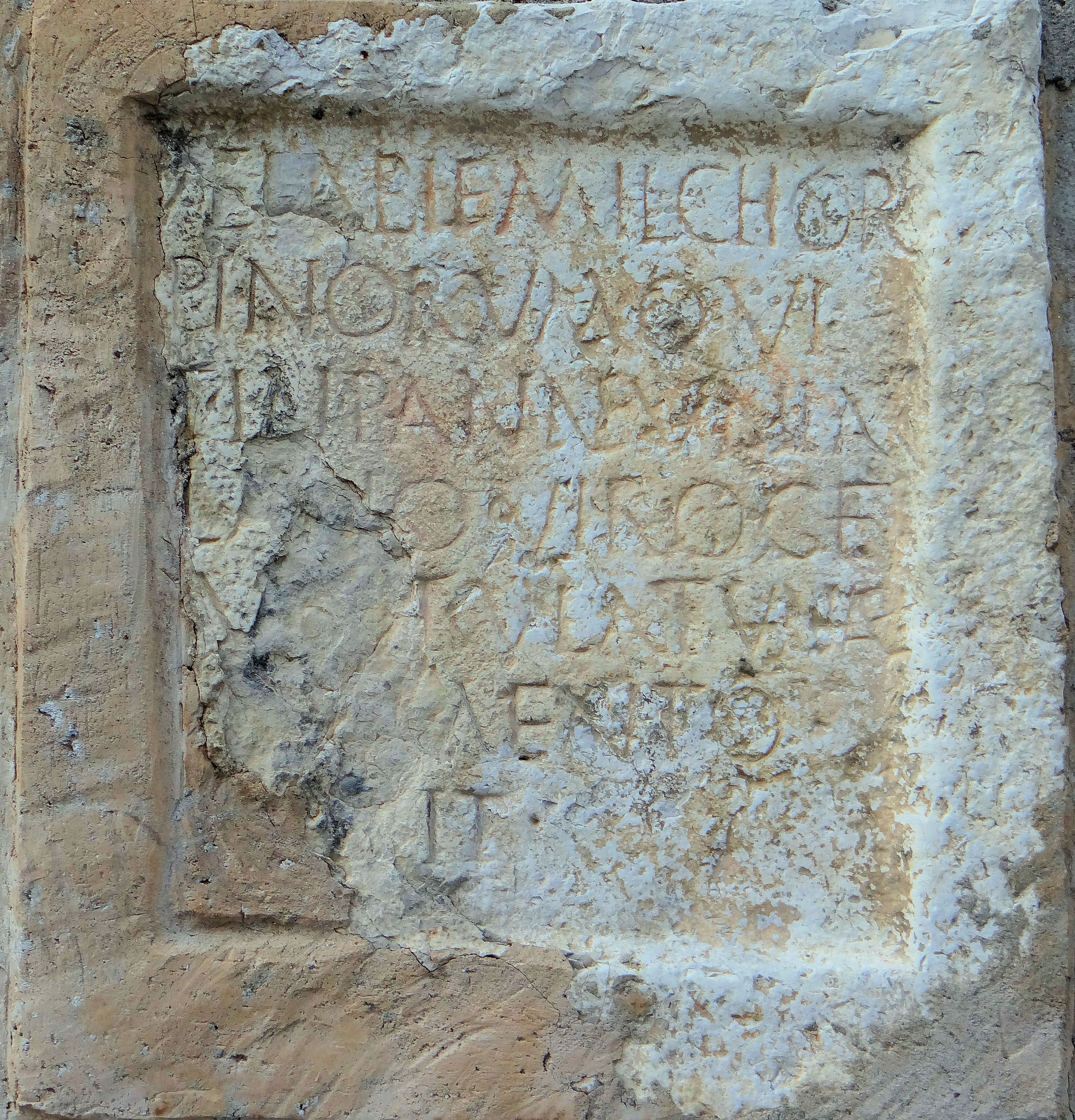
Inscription romaine.

- Église Sainte-Marie-Madeleine (1563)[41].

Sur le mur est encastré une inscription romaine qu'on peut lire :
| Inscription | Reconstitution possible | Traduction |
| --- | --- | --- |
| ... VELABI F MIL CHOR ... PINORVM QVI ... T • IN • PANNVNIA ... LA..IO VIRO GE ... V .. T • VLATVNAE ... MENTO • ... IT | Velabi f(ilio ?) mil(iti ?) c(o)hor(tis) (Primae ou Secundae ? Al)pinorum qui (militaui)t in Pannunia (uexil)la(r)io uiro Ge (mina con)u(x e)t Vlatunae (filiae ex testa)mento (posu)it | (À ..?), fils de Velabus, soldat de la (première ?) cohorte des Alpins, qui a servi en Pannonie vexillaire, Gemina, à son époux et à Ulatuna sa fille, a élevé (le monument) selon le testament .. |
Au-dessus se trouve un cadran solaire portant l'inscription « QUOD ASPICIS FUGIT ».
L'église possède plusieurs œuvres classées au titre des Monuments historiques.
- Chapelles :Chapelle Saint-Roch à l'entrée du cimetière
  - Chapelle Sainte-Marguerite[44],
  - Chapelle Saint-Joseph[45],
  - Chapelle Saint-Sébastien[46],
  - Petite chapelle Saint-Roch,
  - Chapelle Saint-Germain,
  - Chapelle Saint Antoine[47].
- Moulin à huile[48].
- Fontaine à colonne[49].
- Bories[50].
- Monuments commémoratifs[51],[52],[53],[54].

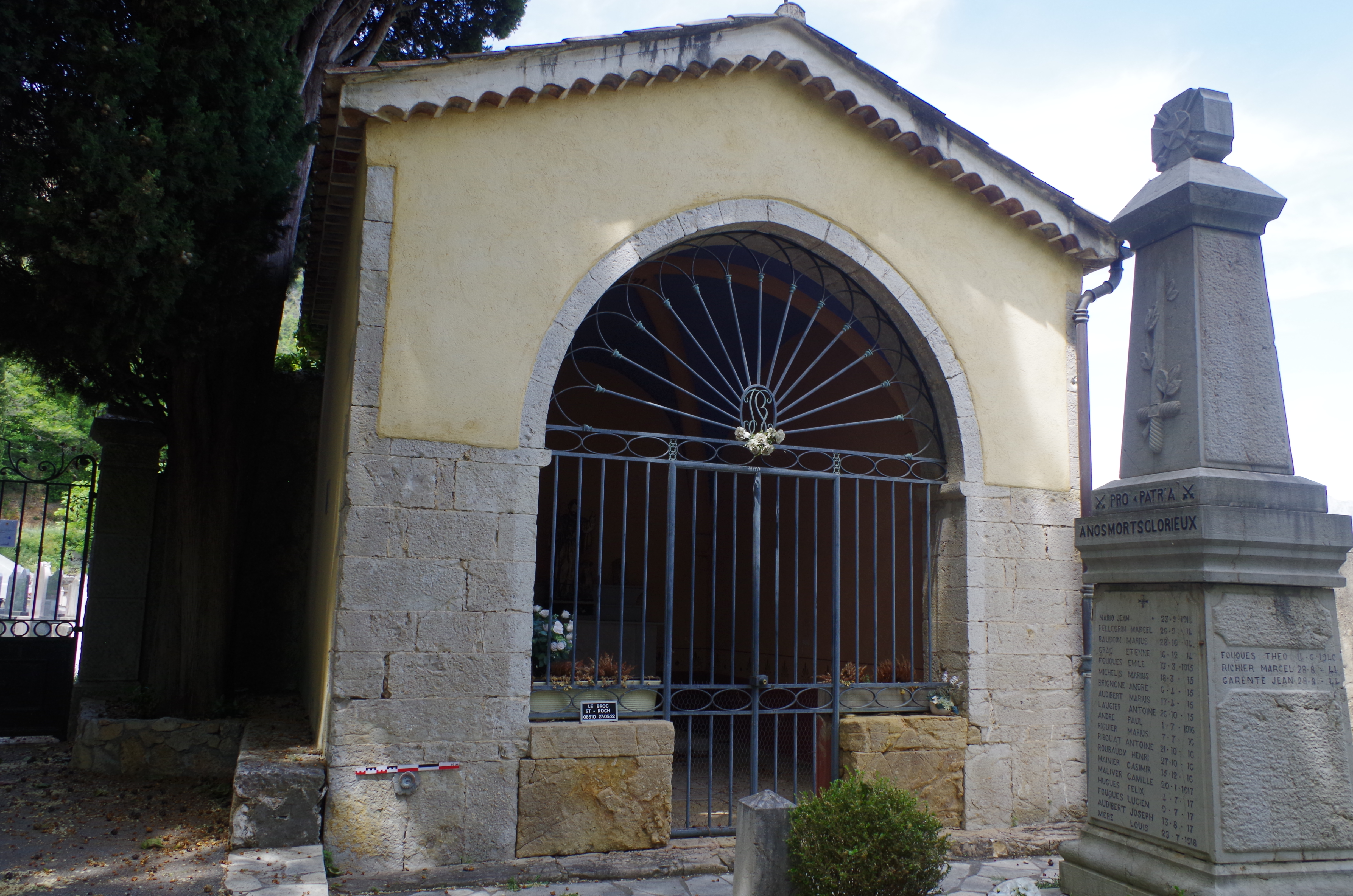
Chapelle Saint-Roch à l'entrée du cimetière

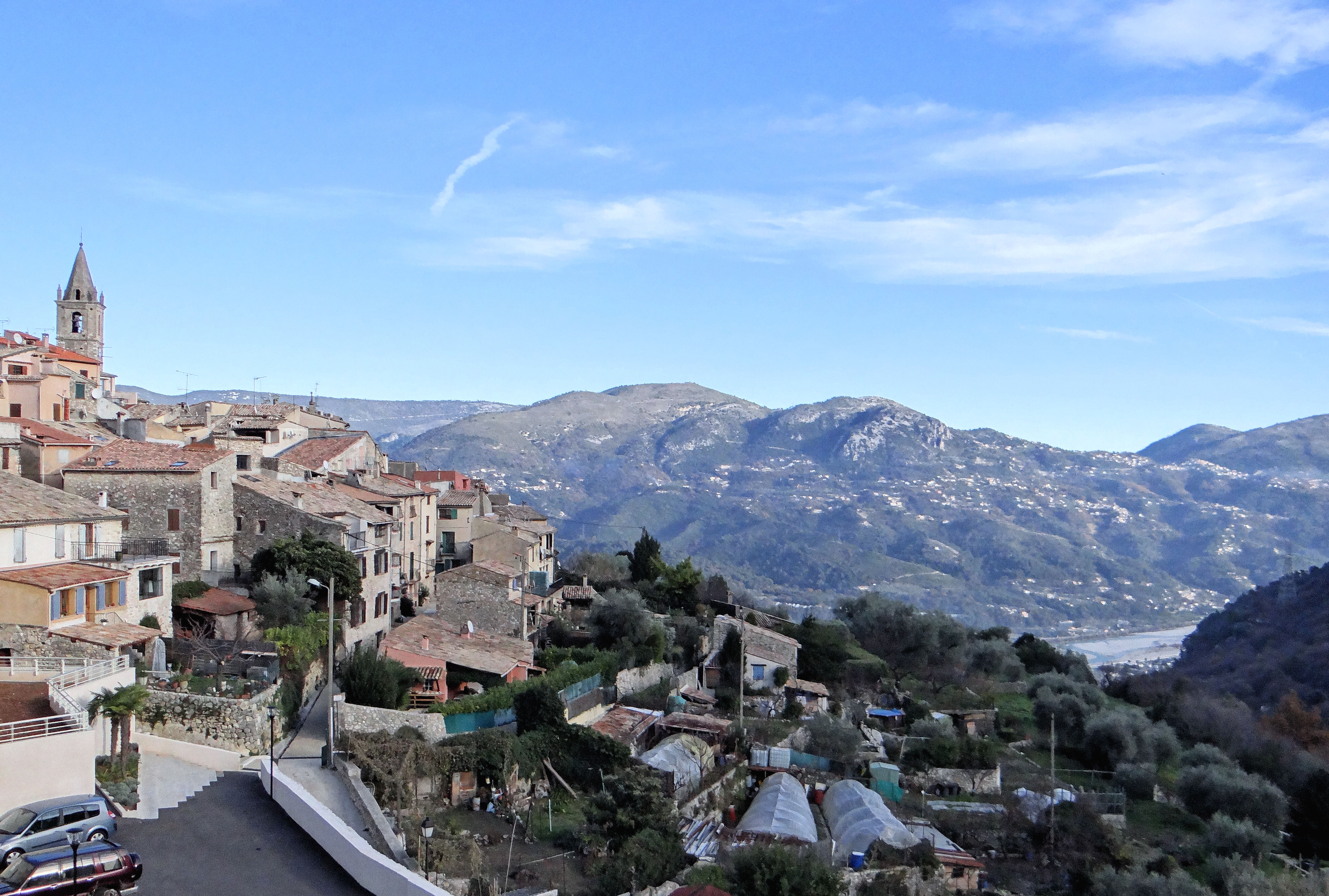
Le Broc et la vallée du Var.
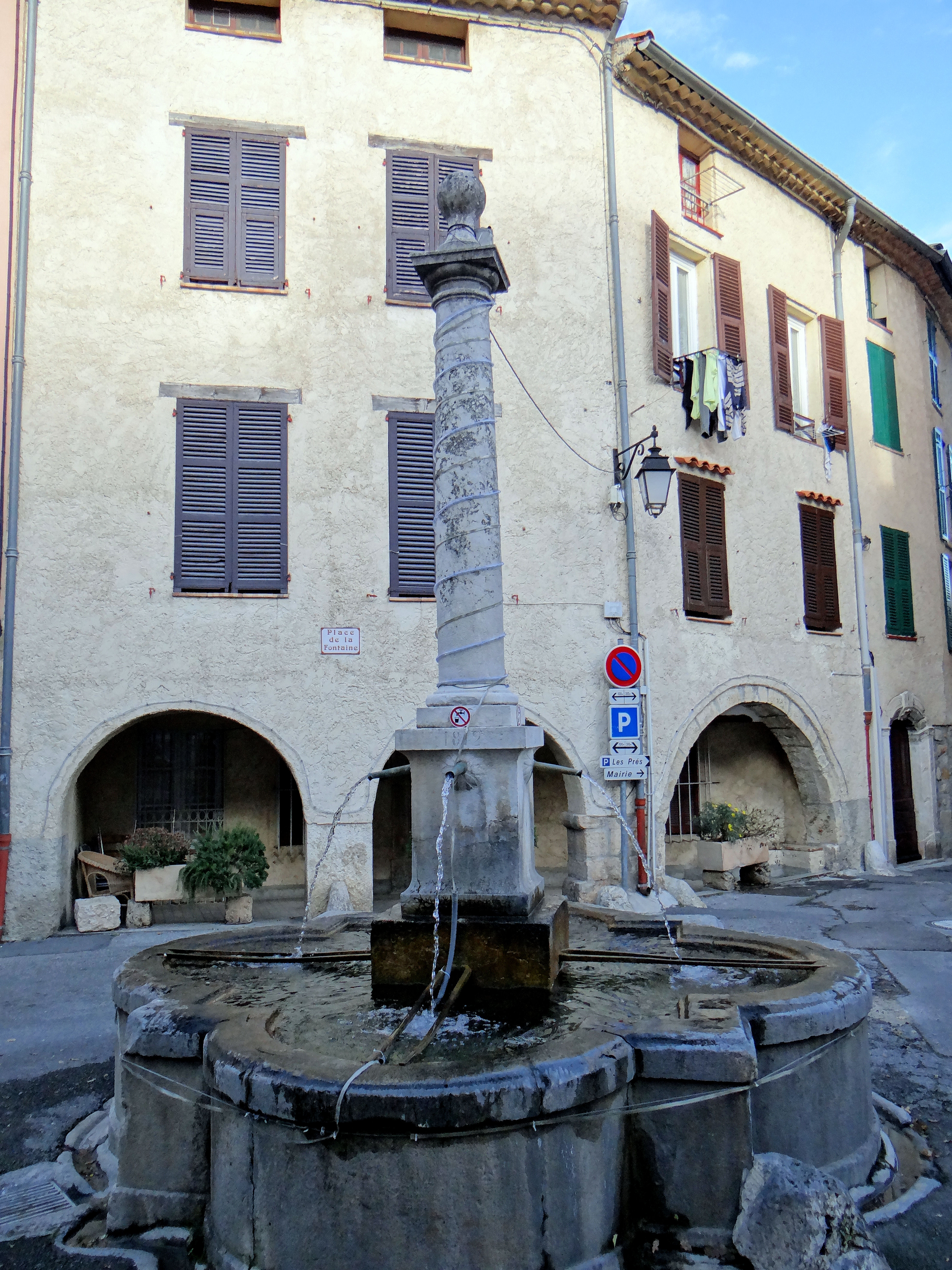
Fontaine de 1842, place de la Fontaine.
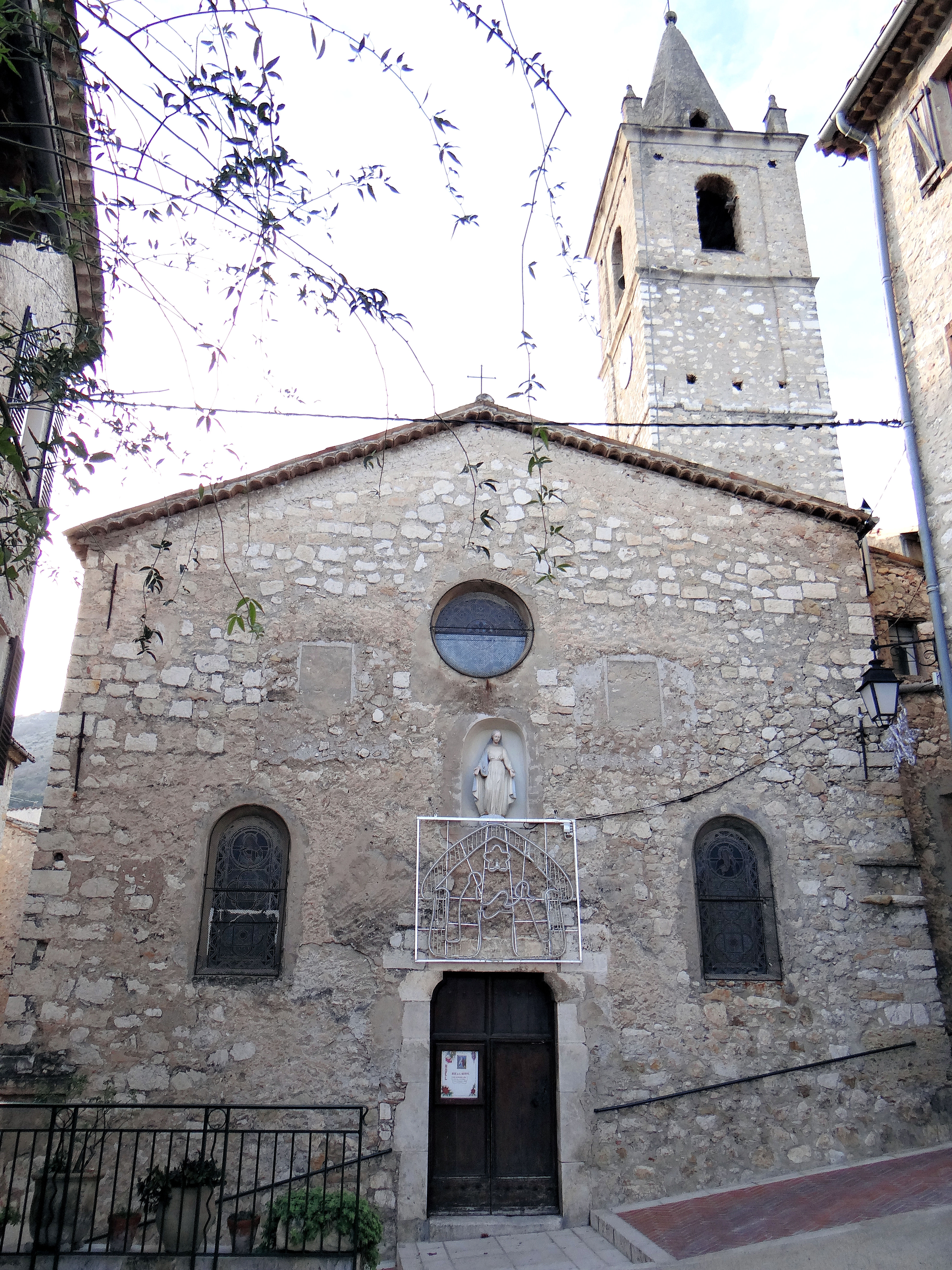
Église Sainte-Marie-Madeleine.
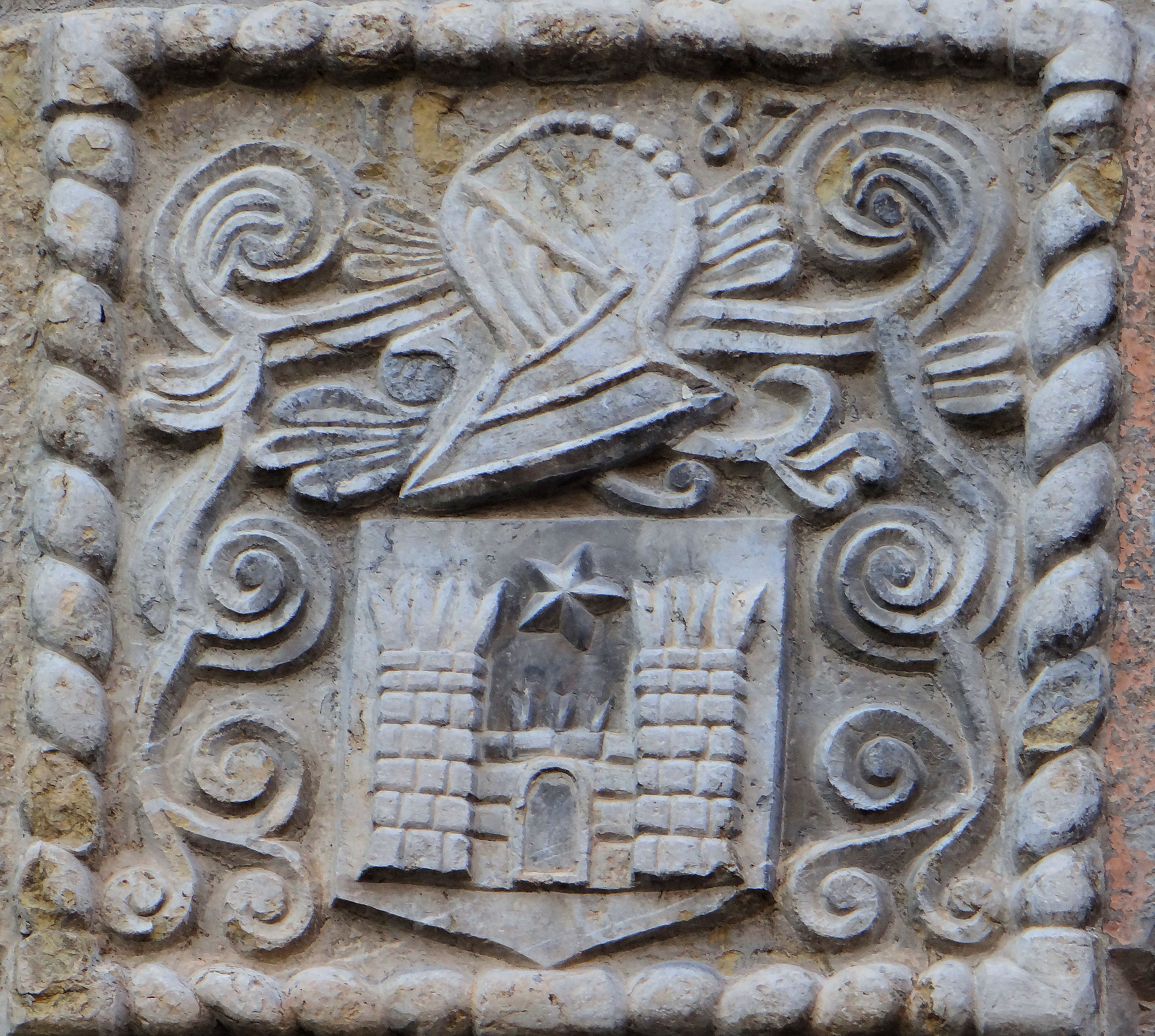
Une plaque sur une maison.

### Héraldique
| Blason de Le Broc (Alpes-Maritimes) | Blason  | D’or au broc de gueules.                         |
| Blason de Le Broc (Alpes-Maritimes) | Détails | Le statut officiel du blason reste à déterminer. |

## Personnalités liées à la commune
- Jules Fayssat (1855-1936), né au Broc, député en 1910

## Jumelages
- Citerna (Italie)
- Montone (Italie) (Italie) depuis 2002
- San Giustino (Italie) depuis 2002